# スケートパーク川西

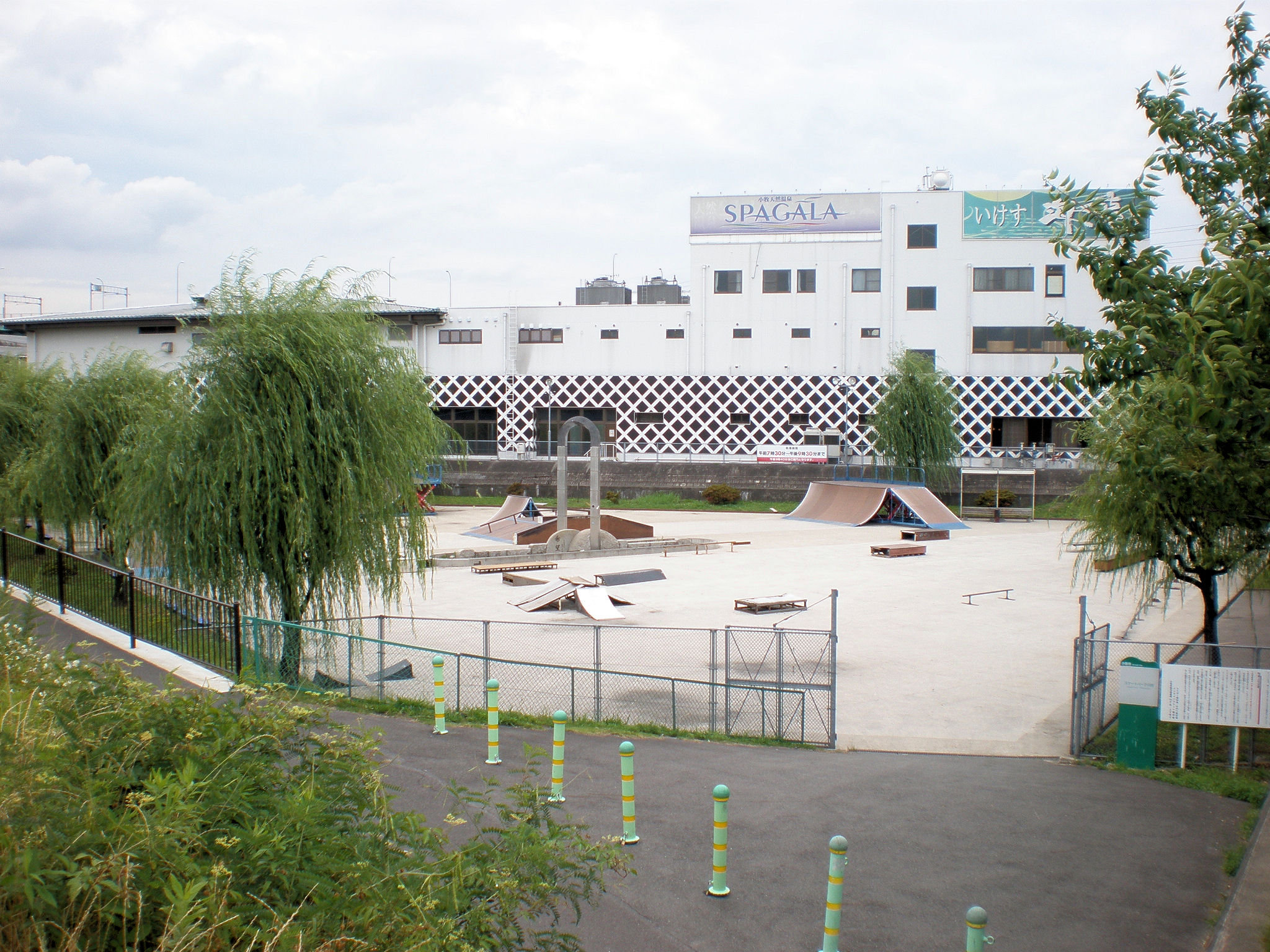
スケートパーク川西（2009年）

スケートパーク川西（スケートパークかわにし）とは、愛知県小牧市川西に所在する市営スケートパーク。

## 概要
2,000m2のコンクリート面に各種セクションが設置されており、スケートボードやインラインスケート、BMXなどを楽しむ事ができる。照明が完備されており、午後9時30分まで無料で利用が可能。なお、この施設は調整池の底部に作られているため、大雨の際には水没する場合がある。

## 沿革

### 誕生の経緯
ストリートスポーツの人口が増えるにつれ、小牧駅の周辺などでは、スケートボードやインラインスケート、BMXなどが盛んに行なわれるようになった。そのため市役所には、駅周辺を通過する住民から、不満の声が寄せられるようになった。その一方でストリートスポーツを楽しむ若者からは、「自分達が楽しめる場所を作ってほしい」と言う要望が寄せられた。そこで市はストリートスポーツ愛好者との協議を重ね、市南部の川西地区に専用施設を建設した。

### 年表
- 2001年（平成13年） - ストリートスポーツ専用施設の検討開始。
- 2002年（平成14年）
  - 3月～4月 - ストリートスポーツ愛好者と施設の内容に関する協議会開催。
  - 5月10日 - 工事着工。
  - 7月19日 - 工事終了。
  - 7月21日 - オープン。
- 2012年（平成24年）
  - 9月24日 - 閉鎖。
  - 11月 - 閉鎖解除により再開。

## 設備一覧
- ミニランプ（1基）
- クオーターパイプ（2基）
- ヒップ（2基）
- スパイン（1基）
- バンクtoバンク複合（1基）
- 夜間照明灯（7灯）

※ セクションは津村製作所が施工。

## 設置物持ち込み問題
パーク内には本格的な設備（セクション）が設置されている一方で、利用者によって小規模な自作セクションも持ち込まれていた。しかし安全上の理由から市はこれらの設置を認めず、たびたび撤去してきた。市による警告後も改善が見られなかった為、2012年（平成24年）9月24日にスケートパーク川西は閉鎖された。
同年11月、一部の愛好者団体による清掃活動、市役所への働きかけなどにより閉鎖処置は解除され、現在は利用可能となっている。

## 所在地
- 愛知県小牧市川西3丁目4

## 交通手段
- こまき巡回バスの「外堀一丁目」停留所下車、徒歩で約8分。

## 周辺
- (株)ユーコーリプロ
- 国道41号（名濃バイパス）
- 名古屋高速11号小牧線
  - 小牧南出入口
- 観音寺